# Bahnhof Marktredwitz
Der Bahnhof Marktredwitz ist der einzige Bahnhof in der Großen Kreisstadt Marktredwitz im bayerischen Regierungsbezirk Oberfranken. Dort kreuzen sich die beiden Hauptstrecken Nürnberg–Cheb und Weiden–Oberkotzau.
Der Marktredwitzer Bahnhof ist ein wichtiger Eisenbahnknotenpunkt in Nordbayern. Er befindet sich im nordwestlichen Stadtgebiet und ist von der Innenstadt etwa fünf Gehminuten entfernt.
Vom zentralen Omnibusbahnhof am Bahnhofplatz aus verbinden Linienbusse Marktredwitz mit dem Umland. Direkt am Bahnhof befinden sich ein Hotel, ein Ärztehaus sowie der Hauptsitz der Scherdel-Gruppe, ein führender Hersteller technischer Federn.

## Geschichte

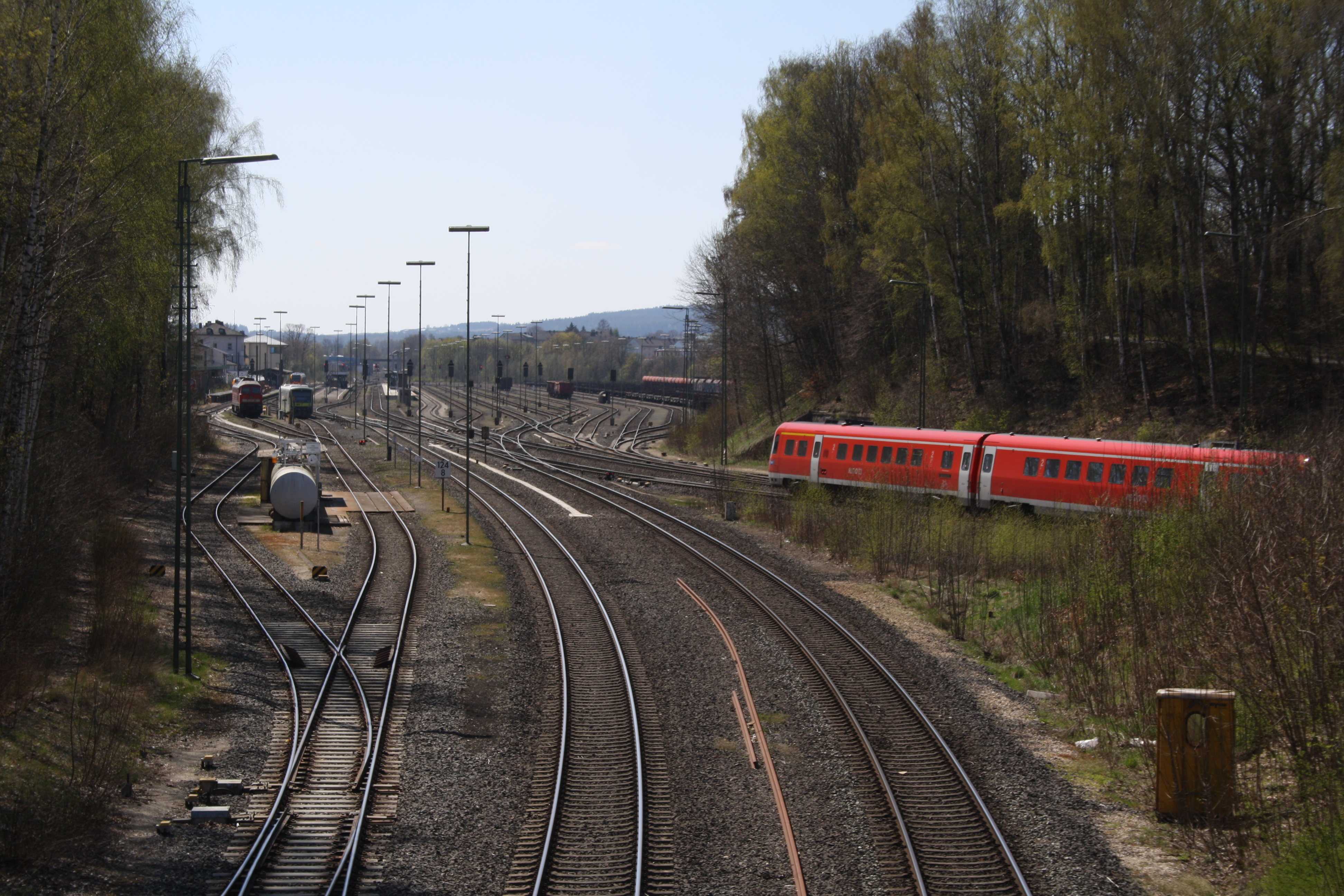
Einmündung der Strecke von Cheb, rechts ein Zug auf der Strecke nach Hof

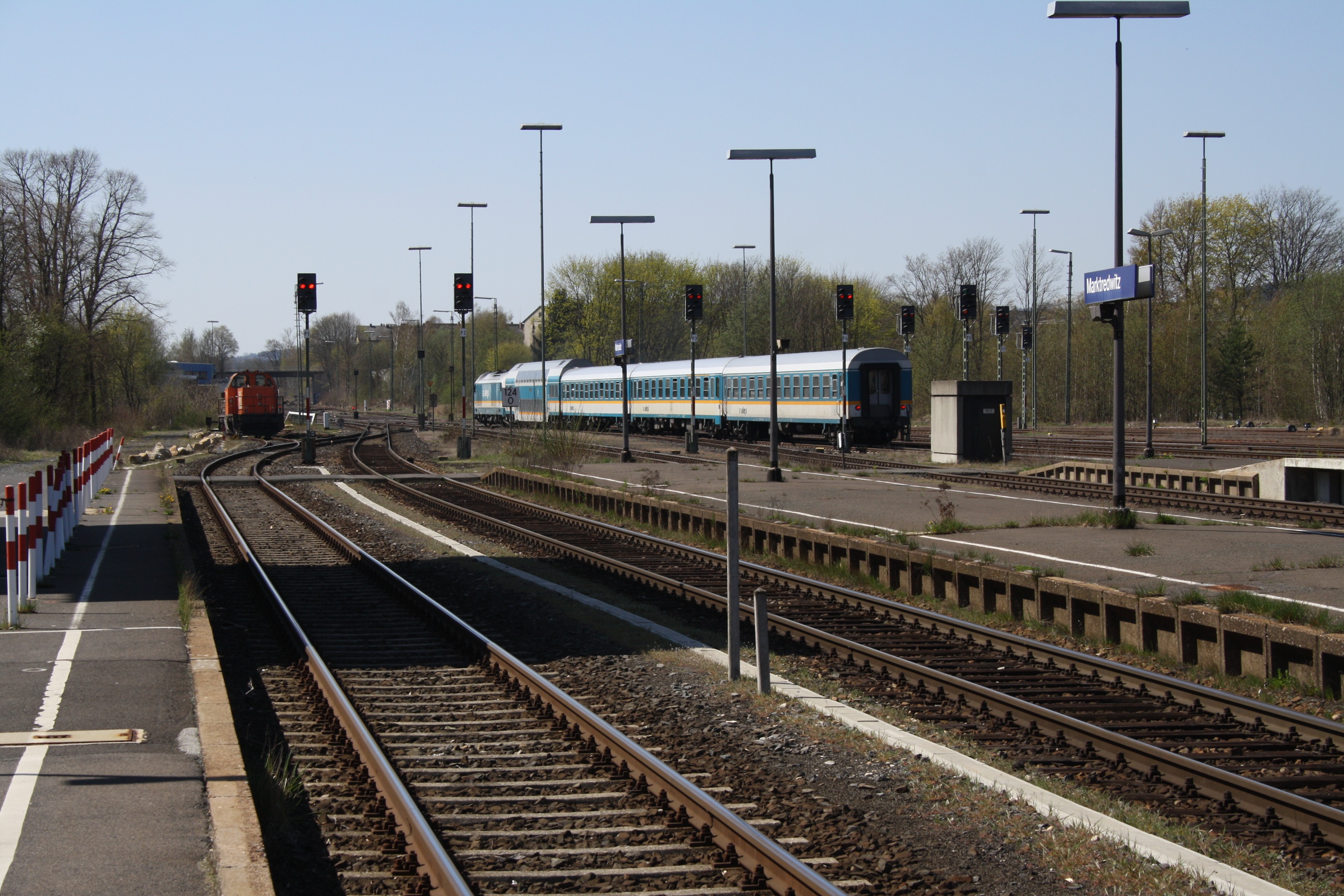
Südlicher Bahnhofskopf mit ausfahrendem Alex-Zug

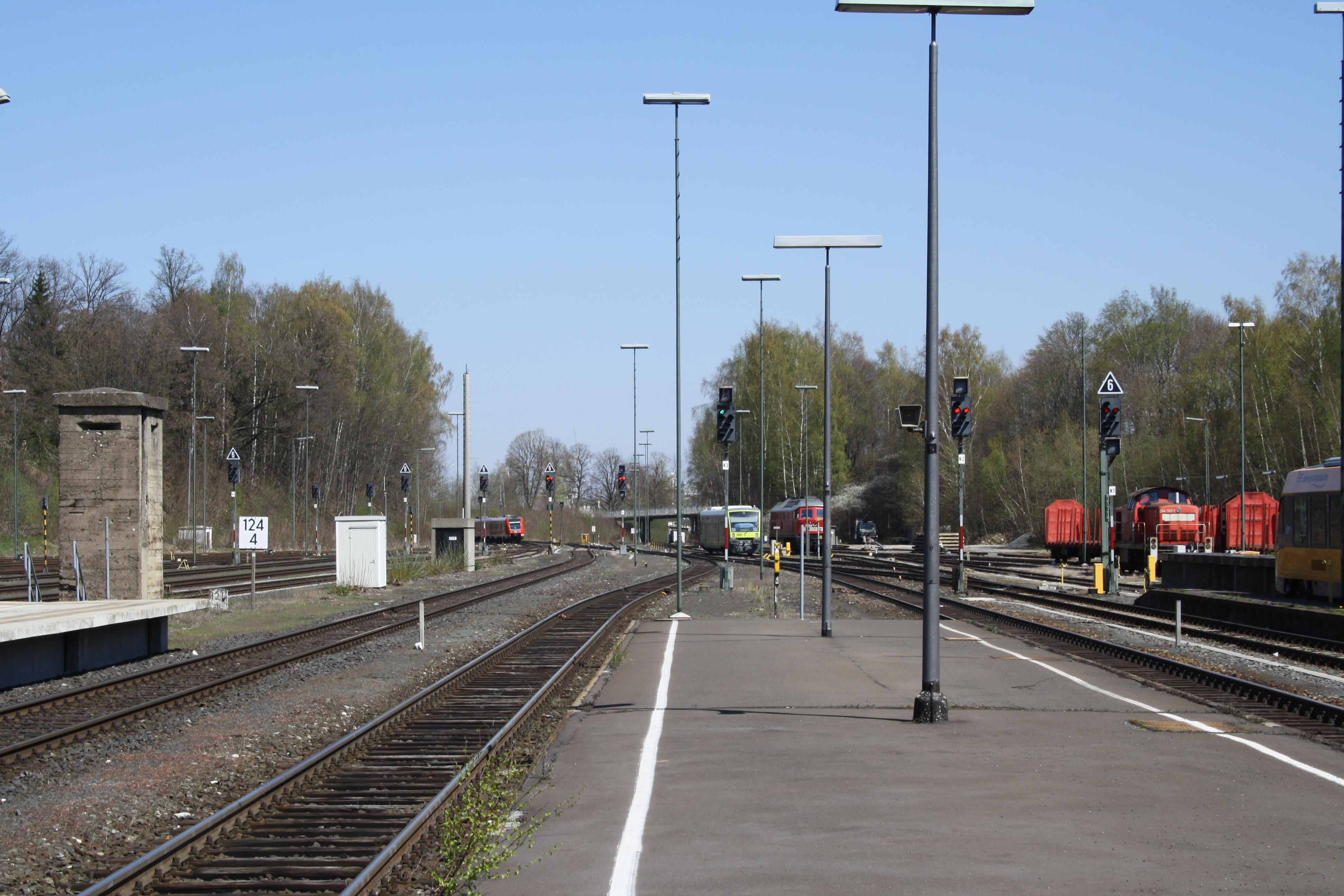
Nördlicher Bahnhofskopf, links ein Einmannbunker aus dem Zweiten Weltkrieg

Der Bahnhof wurde am 15. Mai 1878 von den Königlich Bayerischen Verkehrsanstalten zusammen mit der Bahnstrecke Schnabelwaid–Holenbrunn als Durchgangsbahnhof eröffnet. Der Ausbau zum Kreuzungsbahnhof fand mit der Inbetriebnahme des Abzweigs nach Schirnding am 20. November 1879 (später bis Cheb verlängert, beides heute Teilstücke der Strecke Nürnberg–Cheb) und der Verbindung nach Wiesau am 1. Juni 1882 statt.
Vor dem Zweiten Weltkrieg war Marktredwitz ein wichtiger Eisenbahnknotenpunkt für ganz Europa. An ihm kreuzten sich die Linien Rom – München – Berlin – Stockholm und Paris – Nürnberg – Prag. Täglich verließen über hundert Züge den Bahnhof in die vier Himmelsrichtungen. Auch nach der Grenzöffnung spielte der Marktredwitzer Bahnhof eine bedeutende Rolle. Für viele DDR-Bürger war es die erste Gelegenheit, die überfüllten Züge zu verlassen, welche über Hof die Grenze passierten, oder von Cheb kommend, am Bahnhof Halt machten.
Bis 2006 war Marktredwitz Halt der InterCity-Verbindung Nürnberg – Hof – Dresden, seit deren Einstellung wurde Marktredwitz vom Franken-Sachsen-Express (FSX) bedient, der im Regionalverkehr die frühere IC-Linie ersetzt hat.
Nach der Elektrifizierung der Strecke Reichenbach – Hof wurde auch diese Verbindung eingestellt.
Seither verkehren die RE nur noch in der Relation Nürnberg – Hof.

## Zukunft
Im Rahmen der Elektrifizierung des Ostkorridors Süd, speziell der Bahnstrecke Weiden–Oberkotzau, sollen diverse Maßnahmen am Bahnhof vorgenommen werden. Eine Oberleitungsanlage wird errichtet. Die Bahnsteige ebenso wie die Personenunterführung werden, komplett barrierefrei, neu gebaut. Gleichzeitig werden die Bahnsteige verlängert, um Fernverkehrszügen das Halten zu ermöglichen. Im Rahmen einer Spurplananpassung wird die Lage der Gleise stellenweise verändert, um die mögliche Geschwindigkeit zu erhöhen. Außerdem werden die Gleise für den Güterverkehr verlängert, um den Einsatz von 740 Meter langen Zügen möglich zu machen. Weiterhin wird die Gleisfeldbeleuchtungsanlage neu gebaut und das elektronische Stellwerk angepasst. Außerhalb des Bahnhofs sollen zudem Anpassungen an bzw. der Abriss und Neubau von Straßen- und Eisenbahnüberführungen bzw. -brücken und Schallschutzmaßnahmen durchgeführt werden.
Die Elektrifizierung der Bahnstrecke Nürnberg–Cheb auf dem Abschnitt Nürnberg–Schirnding ist nach den Ergebnissen der Vorplanung bis auf Weiteres ausgesetzt, da die Maßnahme keine ausreichende Wirtschaftlichkeit aufweist.
Im Abschlussbericht zum Deutschlandtakt ist, auf Vorschlag der bayerischen Staatsregierung hin, der Bau eines Haltepunkts Marktredwitz Süd an der Strecke nach Weiden vorgesehen.

## Infrastruktur

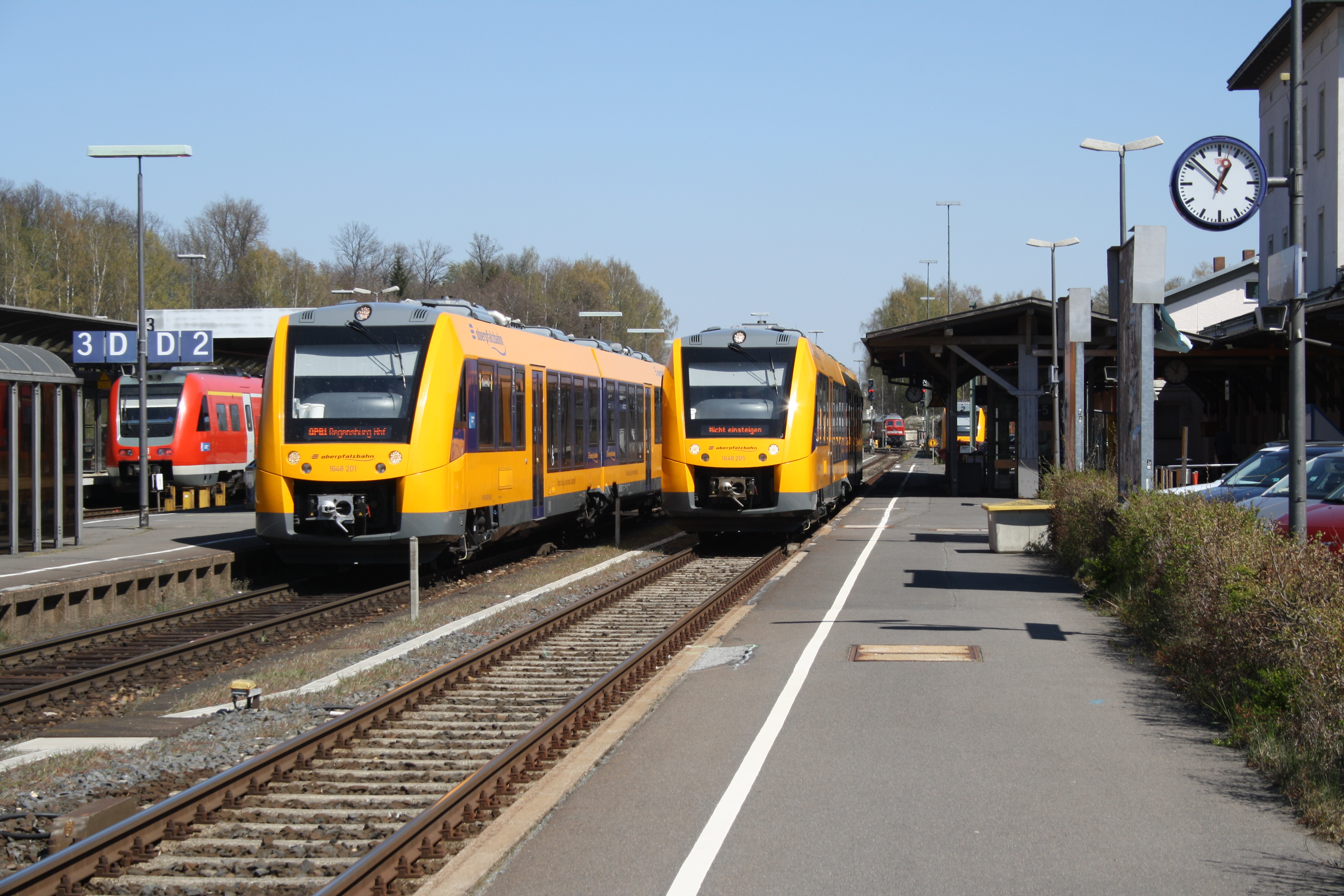
Triebwagen des Typs LINT 41 der Oberpfalzbahn auf den Gleisen 1 und 2

Die einst umfangreichen Gleisanlagen wurden, wie bei vielen ehemals bedeutenden Bahnhöfen, in den vergangenen Jahren durch Rückbauten reduziert. Im Güterverkehr ist der Bahnhof als Umladebahnhof des kombinierten Verkehrs Straße-Schiene für Nordbayern von Bedeutung. Für den Personenverkehr stehen fünf Bahnsteiggleise zur Verfügung. In der Empfangshalle befinden sich eine Buchhandlung, ein Bäcker sowie das Reisezentrum der Deutschen Bahn mit Fahrkartenautomaten und Wartebereich.
Ein elektronisches Stellwerk ist für die Steuerung des Bahnhofs und der Betriebsstellen Holenbrunn, Kirchenlamitz, Marktleuthen, Martinlamitz, Neusorg, Pechbrunn, Röslau und Waldershof zuständig.
Vor dem Bahnhofsgebäude befinden sich mehrere Stellplätze sowie der Busbahnhof.

## Zugverbindungen

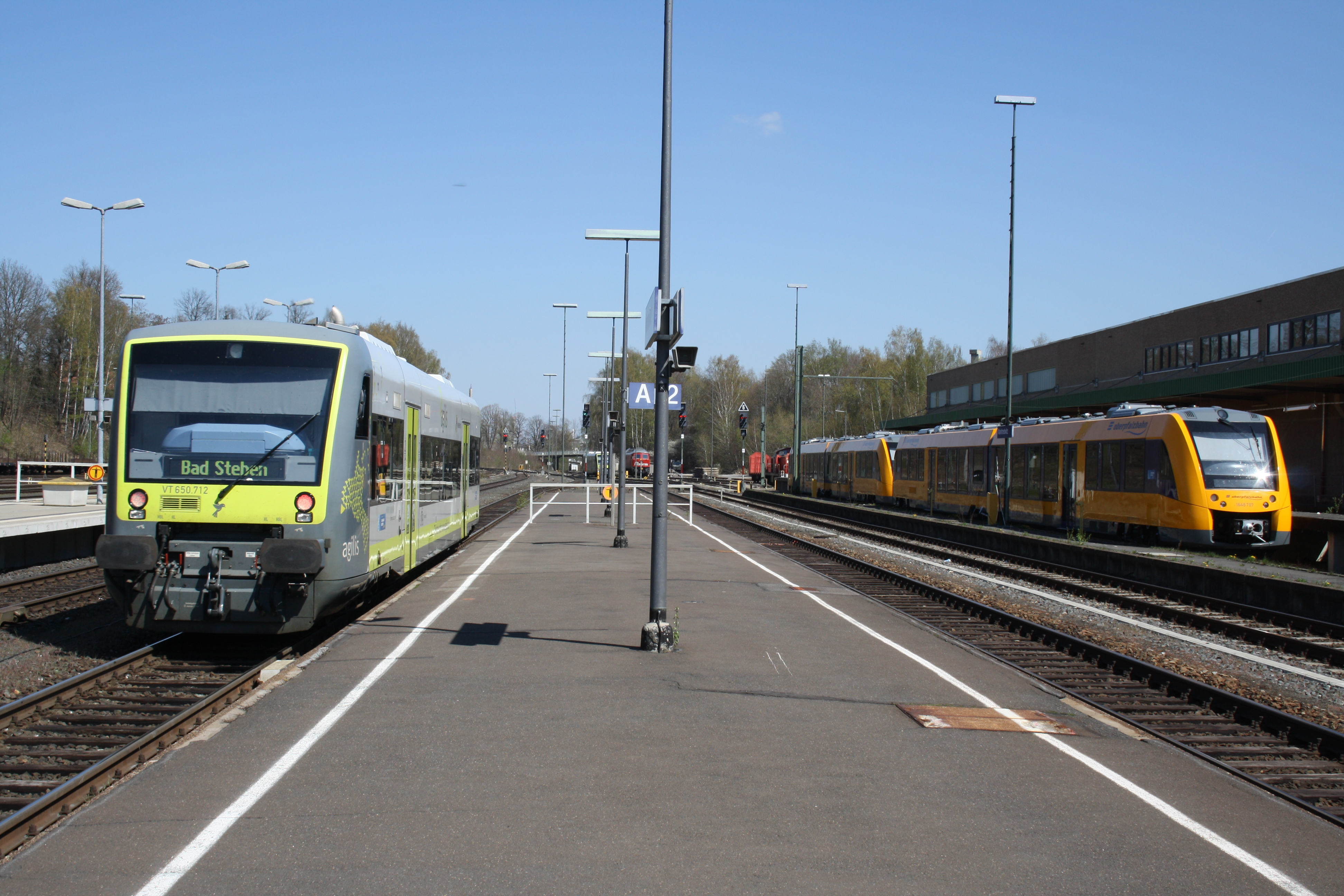
RS1 der agilis nach Bad Steben auf Gleis 3 und LINT 41 der Oberpfalzbahn auf Gleis 1

Mittlerweile hat der Bahnhof im deutschlandweiten Eisenbahnverkehr an Bedeutung verloren, ist aber für den nordbayerischen, sächsischen und westböhmischen Raum immer noch der zentrale Umsteigebahnhof. Bedient wird er von der Deutschen Bahn mit Regional-Express-Zügen, der Oberpfalzbahn, der agilis und dem alex.
Direkte Verbindungen bestehen nach Bad Steben, Bayreuth, Cheb, Hof, München, Nürnberg, Regensburg, Schwandorf und Weiden.
Auf den Strecken Hof – Nürnberg und Cheb – Nürnberg setzt die Deutsche Bahn Dieseltriebwagen der Baureihe 612 ein. Diese werden in Marktredwitz gekuppelt und fahren gemeinsam nach Nürnberg. Weiterhin werden durch die DB Diesellokomotiven der Baureihe 218 mit Doppelstockwagen auf der Strecke Hof – Regensburg (– München) verwendet, agilis fährt Dieseltriebwagen der Baureihe 650 „Regioshuttle“ und alex setzt Diesellokomotiven der Baureihe 223 mit Reisezugwagen ein.
| Linie                    | Strecke                                                                        | Taktfrequenz                                                      | Betreiber     |
| ------------------------ | ------------------------------------------------------------------------------ | ----------------------------------------------------------------- | ------------- |
| RE2                      | München – Landshut – Regensburg – Schwandorf – Marktredwitz – Hof              | Zweistundentakt                                                   | DB Regio      |
| RE23                     | München – Landshut – Regensburg – Schwandorf – Marktredwitz – Hof              | ein Zugpaar                                                       | alex          |
| RE31                     | Nürnberg – Pegnitz – Kirchenlaibach – Marktredwitz (– Hof)                     | Stundentakt, nach/von Hof zweistündlich, abwechselnd mit dem RE 2 | DB Regio      |
| RE33                     | Nürnberg – Pegnitz – Kirchenlaibach – Marktredwitz – Arzberg/Schirnding – Cheb | Zweistundentakt, abwechselnd mit RB 95                            | DB Regio      |
| RB23                     | Marktredwitz – Weiden – Schwandorf – Regensburg                                | Stundentakt                                                       | Oberpfalzbahn |
| RB95                     | Marktredwitz – Schirnding – Cheb – Selb-Plößberg – Hof                         | Zweistundentakt, abwechselnd mit RE 33                            | agilis        |
| RB 97                    | Weidenberg – Bayreuth – Kirchenlaibach – Marktredwitz – Hof – Bad Steben       | Stundentakt                                                       | agilis        |
| Stand: 15. Dezember 2024 |                                                                                |                                                                   |               |